# シアレ・マヒナ
シアレ・マヒナ（Siale Mahina、1999年4月28日 - ）は、ジャパンラグビーリーグワン 静岡ブルーレヴズに所属するラグビーユニオンの選手。

## プロフィール
- オーストラリア出身。母は和歌山県西牟婁郡白浜町生まれのトンガ人のため、日本の代表資格を持つ[1][2]。
- 2人の兄、クイントン・マヒナ、ネスタ・マヒナとも、日本のチームに所属している[1][2]。
- ポジションはプロップ(PR)、フッカー(HO)。
- オーストラリア・バーバリアンズに選ばれたことがある[3]。

## 略歴
2023年に、オーストラリア・バーバリアンズ（Australian Barbarians）に選出された。
2024年、18歳でJAPAN RUGBY LEAGUE ONE 静岡ブルーレヴズに入団した。2人の兄に続いて、日本でプレーすることになった。